# Municipio de Bird (condado de Conway)
El municipio de Bird (en inglés: Bird Township) es un municipio ubicado en el condado de Conway en el estado estadounidense de Arkansas. En el año 2010 tenía una población de 884 habitantes y una densidad poblacional de 13,89 personas por km².

## Geografía
El municipio de Bird se encuentra ubicado en las coordenadas 35°18′18″N 92°36′52″O / 35.30500, -92.61444. Según la Oficina del Censo de los Estados Unidos, el municipio tiene una superficie total de 63.63 km², de la cual 63,5 km² corresponden a tierra firme y (0,2 %) 0,13 km² es agua.

## Demografía
Según el censo de 2010, había 884 personas residiendo en el municipio de Bird. La densidad de población era de 13,89 hab./km². De los 884 habitantes, el municipio de Bird estaba compuesto por el 93,1 % blancos, el 2,94 % eran afroamericanos, el 0,79 % eran amerindios, el 1,24 % eran asiáticos, el 0,34 % eran de otras razas y el 1,58 % eran de una mezcla de razas. Del total de la población el 1,81 % eran hispanos o latinos de cualquier raza.